# Rezerwat przyrody Dąbrowa Radziejowska
Dąbrowa Radziejowska – rezerwat przyrody znajdujący się na terenie gminy Radziejowice w województwie mazowieckim, w obrębie kompleksu Lasów Radziejowskich. Wchodzi w skład Bolimowsko-Radziejowickiego z doliną środkowej Rawki Obszaru Chronionego Krajobrazu.
- powierzchnia – 51,71 ha[1]
- rok utworzenia – 1984
- rodzaj rezerwatu – leśny
- dokument powołujący – M.P. z 1984 r. nr 17, poz. 125[2]
- cel ochrony – zachowanie zespołu dąbrowy świetlistej z chronionymi gatunkami roślin w runie[1].

Obszar rezerwatu podlega ochronie czynnej.
Luźny drzewostan stanowi dąb z domieszką brzozy i topoli osiki. Podszyt jest słabo wykształcony, co sprawia, że promienie słoneczne docierają do dna lasu i oświetlają je.
W warstwie podszytu występują:
- jarząb pospolity
- grusza dzika
- głóg jednoszyjkowy
- głóg dwuszyjkowy
- szakłak pospolity
- berberys zwyczajny
- śliwa tarnina

W warstwie runa leśnego rosną m.in.:
- lilia złotogłów
- konwalia majowa
- pięciornik biały
- miodunka wąskolistna
- dzwonek brzoskwiniowy
- biedrzeniec mniejszy
- traganek szerokolistny

Przez rezerwat przebiega szlak turystyczny:
- Międzyborów – rez. Dąbrowa Radziejowska – Radziejowice

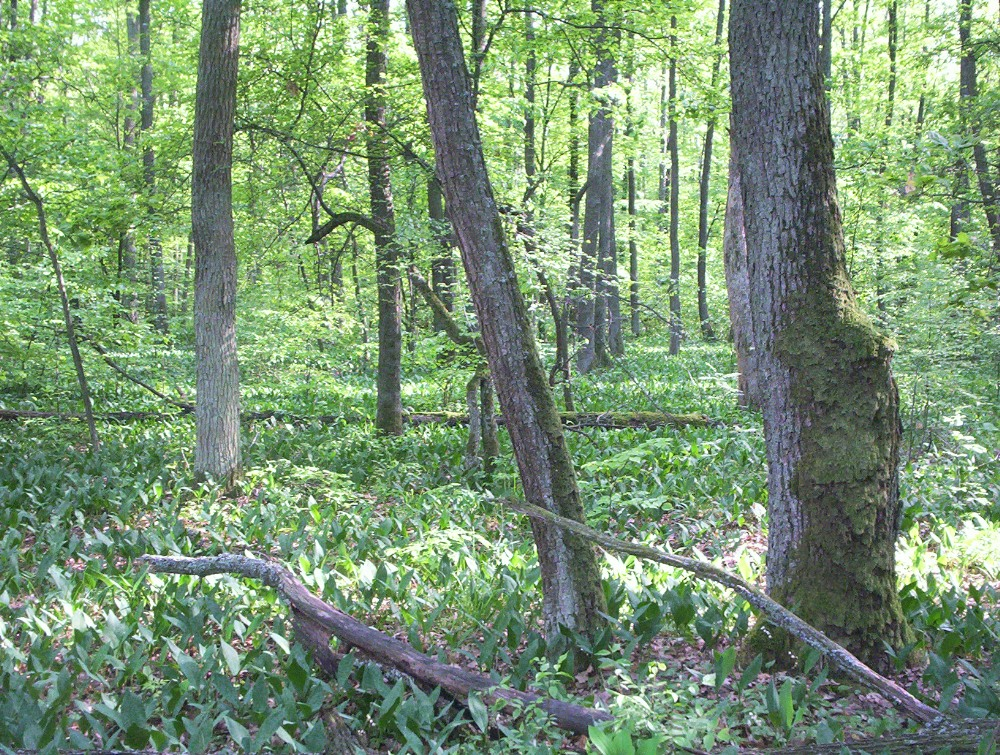
Las z konwalią majową
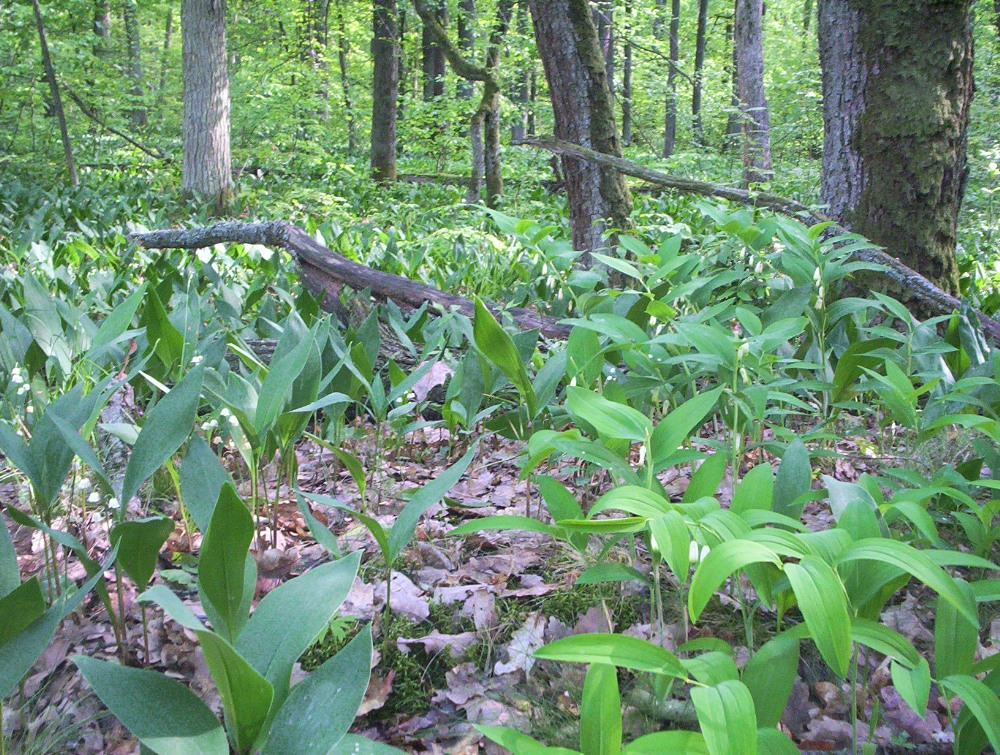
Las z konwalią majową i kokoryczką